# Kamienica przy ul. Józefa Jainty 14 w Bytomiu
Kamienica przy ul. Józefa Jainty 14 w Bytomiu – kamienica z około 1880 roku w Bytomiu, wpisana do rejestru zabytków nieruchomych województwa śląskiego.

## Historia
Kamienica została wybudowana około 1880 roku. 16 września 1987 została wpisana do rejestru zabytków nieruchomych województwa śląskiego jako część bloku zabudowy w rejonie ulic: Józefa Jainty, Browarnianej, Stanisława Webera i ks. Karola Koziołka. Na parterze mieści się Śląska Galeria Sztuki i Studio Artystycznych Realizacji oraz sklep rowerowy.

## Architektura
Kamienica wzniesiona w stylu neorenesansowym; ma trzy kondygnacje oraz użytkowe poddasze; budynek przykryty dachem mansardowym. Symetryczna fasada została wykonana z żółtej cegły.